# Surface de Costa

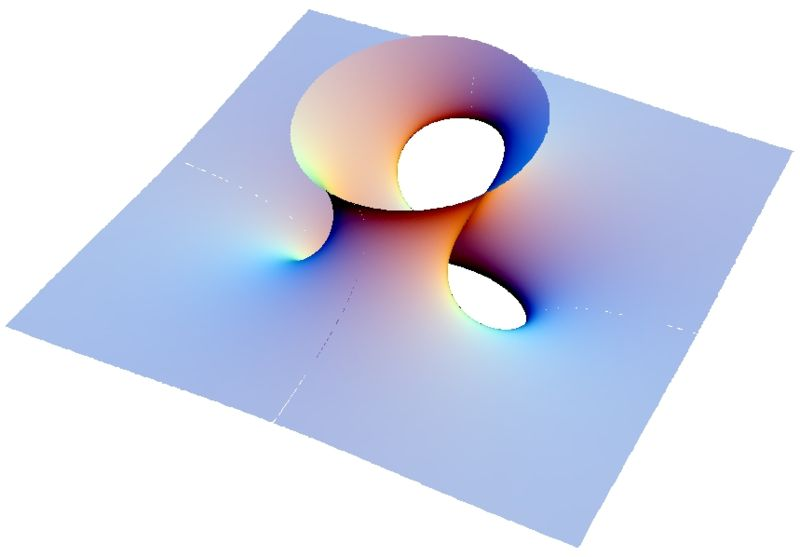
Essai de représentation d'une surface de Costa

Une surface de Costa est un objet bidimensionnel de l'espace à trois dimensions qui possède un certain nombre de particularités mathématiques. Elle présente une surface minimale. Elle est illimitée, sans auto-intersection, et topologiquement équivalente à un tore privé de trois points (les parties voisines des trois « lacunes » ainsi créées dans le tore deviennent les trois « nappes » s'étendant à l'infini. C'est l'opération inverse de la compactification).
La surface de Costa doit son nom à son inventeur, le mathématicien brésilien Celso José da Costa, qui la décrivit pour la première fois en 1982 dans une thèse de doctorat présentée à l'IMPA (Institut de mathématiques pures et appliquées du Brésil). En 1984, J. Hoffman, D. Hoffman et W. W. Meeks, de l’université du Massachusetts, réussirent à en créer une représentation par ordinateur.
Les seuls objets apparentés connus étaient alors la caténoïde (Leonhard Euler, 1760) et l'hélicoïde (Jean-Baptiste Marie Meusnier de La Place, 1776).